# Spirgel
Spirgel oder Spirkel (dem Baltischen entlehnt, vermutlich aus litauisch spirgai, „gebratener Speck“) ist der ostpreußische Name für gebratenen Speck oder Schweinebauch sowie für ein einfaches Gericht aus gewürfeltem Bauchspeck oder Schweinebauch und Zwiebeln. Traditionell wurde es drei Tage vor Weihnachten gemeinsam von der ganzen Familie gegessen.

## Zubereitung
Je nach Rezept und Verwendungszweck werden zur Zubereitung geräucherter Speck und etwa die doppelte Menge Zwiebeln gewürfelt und knusprig gebraten oder Schweinebauch und Zwiebeln sehr langsam in der Pfanne geschmort, bis ein sämiges Ragout entsteht. Im Bereich der kurischen Nehrung wird der dünn geschnittene Schweinebauch auch bei geringer Hitze knusprig ausgebraten und zum Beispiel als Frühstück mit gebratenen Eiern und Brot serviert. 
Gegessen wird Spirgel z. B. nur mit Brot oder mit Kartoffelkeilchen, kleinen, länglich geformten Kartoffelklößen aus rohen und gekochten Kartoffeln. Ein verwandtes Gericht sind die litauischen Cepelinai.
Typisch ist auch die Kombination mit einer süßen Suppe aus Dörrobst, zu der Spirgel und Stampfkartoffeln gereicht werden.